# IEEE 802.3j
 (juin 2025).
Si vous disposez d'ouvrages ou d'articles de référence ou si vous connaissez des sites web de qualité traitant du thème abordé ici, merci de compléter l'article en donnant les références utiles à sa vérifiabilité et en les liant à la section « Notes et références ».
IEEE 802.3j est une norme ratifiée en 1993 et appartenant au standard IEEE 802.3 (Ethernet). IEEE 802.3j est aussi un groupe de travail du sous-comité IEEE 802.3 aujourd'hui dissout. Cette norme traite principalement de la mise en œuvre de liaisons filaires par fibre optique permettant des transferts de données jusqu'à un débit de 10 Mbit/s.